# Mychajlo Larkow
Mychajlo Mychajlowytsch Larkow (ukrainisch Михайло Михайлович Ларков, englische Transkription: Mykhaylo Larkov, auch: Mykhailo Larkov oder Michael Larkov; * 5. Januar 2009) ist ein ukrainischer Billardspieler aus Schepetiwka.
Er wurde 2021 als bislang jüngster Spieler ukrainischer Meister in der Disziplin Dynamische Pyramide und gewann im selben Jahr bei der Jugendweltmeisterschaft in der Freien Pyramide die Bronzemedaille. Im Snooker erreichte er 2022 das Halbfinale der U16-Weltmeisterschaft und wurde 2024 ukrainischer Meister.

## Karriere

### Pyramide
Mychajlo Larkow erreichte im November 2017 seine erste Podestplatzierung im ukrainischen Jugendpokal in der Billardvariante Pyramide. 2018 gewann er mit jeweils einmal Silber und Bronze seine ersten Medaillen bei ukrainischen Jugendmeisterschaften und erzielte seinen ersten Turniersieg im nationalen Jugendpokal.
Im Februar 2019 nahm Larkow in der Kombinierten Pyramide als Zehnjähriger erstmals an einer ukrainischen Meisterschaft der Erwachsenen teil und kam auf den 25. Rang. Auch bei der Dynamische-Pyramide-Meisterschaft 2019 schied er in der Vorrunde aus. Im selben Jahr gewann er in den Disziplinen Freien Pyramide und Triathlon seine ersten Jugendmeistertitel und zog bei den Solar Open ins Endspiel ein. Im November 2019 schied er bei seiner ersten Teilnahme an der Jugendweltmeisterschaft mit einem Sieg und zwei Niederlagen in der Vorrunde aus.
Bei den ukrainischen Jugendmeisterschaften 2020 sicherte sich Larkow seinen dritten Titel, diesmal in der Dynamischen Pyramide. Bei den Herren gelangte er in der Freien Pyramide ins Viertelfinale, in dem er dem späteren Turniersieger Oleh Haluschko (5:6) unterlag. Daneben erreichte er 2020 unter anderem das Halbfinale beim Billiard Hall Cup, den fünften Platz bei den Platon Amateur Open und das Achtelfinale beim UBA Cup.
Nachdem er bei der ukrainischen Kombinierte-Pyramide-Meisterschaft 2021 im Achtelfinale ausgeschieden war, besiegte Larkow im April 2021 in der Dynamischen Pyramide unter anderem Jaroslaw Tarnowezkyj und wurde durch einen 6:5-Finalsieg gegen Bohdan Rybalko im Alter von 12 Jahren, drei Monaten und 17 Tagen als bislang jüngster Spieler ukrainischer Meister. Wenige Tage zuvor hatte er in derselben Disziplin auch bei den Junioren gewonnen.
Im September 2021 erreichte er bei den Ajara Open im georgischen Batumi das Achtelfinale und beim Zovex Cup in Lwiw das Halbfinale. Bei der Jugend-WM 2021 gelangte Larkow ins Halbfinale, in dem er sich dem späteren Turniersieger Andrei Schagajew mit 2:6 geschlagen geben musste. Im Dezember 2021 besiegte er beim UBA Cup in Kiew unter anderem den zweimaligen Weltmeister Iossif Abramow und gewann schließlich durch einen 10:7-Finalsieg gegen seinen Landsmann Illja Nepejpiwo das Turnier.
Anfang 2022 gewann Larkow zum zweiten Mal ein Turnier des ukrainischen Jugendpokals und gelangte bei den Herren ins Achtelfinale. 2023 wurde er ukrainischer Jugendmeister in der Freien Pyramide und gewann bei den Herren gemeinsam mit Kyrylo Tratschuk die Bronzemedaille bei der Mannschaftsmeisterschaft.

### Snooker
Im April 2022 nahm Larkow beim German Grand Prix in Rüsselsheim zum ersten Mal an einem Snookerturnier teil und erreichte das Viertelfinale, in dem er dem ehemaligen deutschen Meister Roman Dietzel mit 1:3 unterlag. Drei Monate später begann er beim deutschen Bundestrainer Thomas Hein zu trainieren. Im August 2022 trat Larkow erstmals bei einer internationalen Snooker-Meisterschaft an; bei der U16-WM in Bukarest besiegte er unter anderem Christian Richter und zog ins Halbfinale ein, in dem er dem Ungarn Bulcsú Révész unterlag. Er gewann damit als erster Ukrainer eine Medaille bei einer Jugendweltmeisterschaft im Snooker. In den Altersklassen U18 und U21 scheiterte er hingegen in der Vorrunde.
Beim German Grand Prix 2022/23 erreichte Larkow bei fünf Turnierteilnahmen einmal das Viertelfinale. Im März 2023 erreichte Larkow bei der U18-Europameisterschaft das Achtelfinale, wohingegen er bei den U21-Junioren und bei den Herren in der Gruppenphase scheiterte. Einen Monat später schied er bei den Belgian Open in der Runde der letzten 64 gegen Alexis Callewaert aus. Im Mai erreichte er bei der ukrainischen 6-Red-Meisterschaft das Viertelfinale und zog bei der Shoot-Out-Meisterschaft ins Endspiel ein, in dem er Andrij Kljestow unterlag. Wenige Wochen später gelangte er auch beim Shoot-Out-Wettbewerb des ukrainischen Unabhängigkeitspokals ins Finale und besiegte Denys Chmelewskyj. Im September 2023 scheiterte er beim Finalturnier der German Snooker Tour in der Auftaktrunde am späteren Turniersieger Lukas Kleckers. Bei der ukrainischen Meisterschaft 2023 musste er sich im Viertelfinale dem Titelverteidiger Wladyslaw Wyschnewskyj mit 3:4 geschlagen geben.
In der Saison 2023/24 nahm Larkow in Heilbronn erstmals an einem Turnier der Q Tour teil und erreichte die Runde der letzten 64. Anfang 2024 erreichte er bei der WSF Junior Championship das Sechzehntelfinale und scheiterte beim Herrenturnier in der Vorrunde. Wenig später gelangte er beim German Grand Prix zweimal ins Endspiel, in dem er sich jeweils Alexander Widau mit 0:3 geschlagen geben musste. Im März 2024 besiegte er bei der U16-Europameisterschaft unter anderem Christian Richter und erreichte das Halbfinale, in dem er dem späteren Europameister Vladislav Gradinari unterlag. Während er in der U18-Altersklasse in der Vorrunde scheiterte, kam er bei den U21-Junioren in die Runde der letzten 32 und bei den Herren in die Runde der letzten 96. Im September 2024 gewann Larkow in Kyjiw durch einen 5:1-Finalsieg gegen Andrij Kljestow den ukrainischen Unabhängigkeitspokal. Wenige Tage später gewann er im Endspiel gegen Titelverteidiger Lukas Kleckers das Finalturnier der German Snooker Tour, auf der er in der Spielzeit 2023/24 zwei Turniere gewonnen hatte. Im Oktober 2024 kam er bei der 6-Red-Europameisterschaft ins Achtelfinale. Einen Monat später besiegte er bei der ukrainischen Meisterschaft unter anderem den Titelverteidiger Tang Li und Matwij Lahodsynskyj, bevor er durch einen 5:1-Finalsieg gegen Kyrylo Bajdala ukrainischer Meister wurde. Bei der ukrainischen Shoot-Out-Meisterschaft schied er im Halbfinale gegen Petro Sydorenko aus.
Auf der Q Tour 2024/25 trat Larkow bei drei Turnieren an und erzielte sein bestes Ergebnis im Dezember 2024 in Wien, als er die Runde der letzten 32 erreichte, in der er seinem Landsmann Julian Bojko unterlag. Anfang 2025 erreichte er bei der WSF Junior Championship das Achtelfinale und beim Herrenturnier die Runde der letzten 32. Im März 2025 gelangte er bei der U21-EM ins Viertelfinale, in dem er sich dem späteren Europameister Julian Bojko mit 2:4 geschlagen geben musste. Bei den U18-Junioren und bei den Herren erreichte er die Runde der letzten 32.

### Vereinskarriere
Ab der Saison 2022/23 spielte Larkow mit dem 1. SC Dortmund in der Oberliga NRW. Zur Saison 2024/25 wechselte er zum Bundesligisten BC Oberhausen.

## Erfolge
Pyramide
| Ergebnis | Jahr   | Turnier                               | Finalgegner     | Endstand |
| -------- | ------ | ------------------------------------- | --------------- | -------- |
| Sieger   | 2021   | Ukrainische Meisterschaft (Dyn. Pyr.) | Bohdan Rybalko  | 6:5      |
| Sieger   | 2021/2 | UBA Cup                               | Illja Nepejpiwo | 10:7     |

Snooker
| Ergebnis | Jahr | Turnier                               | Finalgegner       | Endstand |
| -------- | ---- | ------------------------------------- | ----------------- | -------- |
| Finalist | 2023 | Ukrainische Meisterschaft (Shoot-Out) | Andrij Kljestow   | 0:1      |
| Sieger   | 2023 | Ukr. Unabhängigkeitspokal – Shoot-Out | Denys Chmelewskyj | 1:0      |
| Finalist | 2024 | German Grand Prix – Event 3           | Alexander Widau   | 0:3      |
| Finalist | 2024 | German Grand Prix – Event 4           | Alexander Widau   | 0:3      |
| Sieger   | 2024 | Ukr. Unabhängigkeitspokal             | Andrij Kljestow   | 5:1      |
| Sieger   | 2024 | German Snooker Tour – Finale          | Lukas Kleckers    | 1:0      |
| Sieger   | 2024 | Ukrainische Meisterschaft             | Kyrylo Bajdala    | 5:1      |

## Privates
Larkow stammt aus Schepetiwka in der Oblast Chmelnyzkyj. Während des russischen Überfalls auf die Ukraine flüchtete er 2022 nach Deutschland, wo er in Dortmund lebt.
Sein Vater Mychajlo Larkow spielt ebenfalls Billard.